# منطقه چونگمینگ
منطقه چونگمینگ (به چینی: 崇明区، به پین‌یین: Chóngmíng Qū، تلفظ شانگهایی:  dzon min chiu) یک منطقهٔ شهرداری تابع شهر شانگهای، پرجمعیت‌ترین شهر جمهوری خلق چین است. منطقه چونگمینگ ۱٬۴۱۱ کیلومتر مربع مساحت و ۷۰۴٬۰۰۰ نفر جمعیت دارد.
این منطقه شامل جزیرهٔ چونگمینگ و جزیره‌های کوچک‌تر همجوار در مصب رود یانگ‌تسه می‌باشد.